# جون جيربر
جون جيربر (بالإنجليزية: John Gerber)‏ هو لاعب الجسر ‏ أمريكي، ولد في 18 مايو 1906 في كروبيفنيتسكي في أوكرانيا، وتوفي في 28 يناير 1981 في هيوستن في الولايات المتحدة.